# Espostoa melanostele subsp. nana
Espostoa melanostele subsp. nana ist eine Unterart der Pflanzenart Espostoa melanostele in der Gattung Espostoa aus der Familie der Kakteengewächse (Cactaceae). Das Epitheton nana stammt aus dem Lateinischen und bedeutet ‚Zwerg‘.

## Beschreibung
Espostoa melanostele subsp. nana wächst strauchig mit von der Basis aus verzweigten Trieben und erreicht Wuchshöhen von bis zu 1,5 Metern. Die zylindrischen, grünen Triebe weisen Durchmesser von 5 bis 8 Zentimeter auf. Es sind 16 bis 22 niedrige, stumpfe Rippen vorhanden auf denen sich ovale, weiße bis gelbe Areolen befinden. Der gelegentlich vorhandene hellgelbe Mitteldorn ist deutlich länger als die Randdornen. Die etwa 30 nadeligen, geraden, glänzend hellgelben Randdornen weisen eine Länge von bis zu 8 Millimeter auf. Die äußersten von ihnen sind zu 2 bis 4 Zentimeter langen Haaren umgebildet. Das Cephalium ist weiß oder hellgelb.
Die weißen Blüten sind 5 bis 6 Zentimeter lang. Die hellgrünen Früchte besitzen eine Länge von 2,5 bis 4 Zentimeter und einen Durchmesser von 2,2 bis 3,5 Zentimeter.

## Verbreitung und Systematik
Espostoa melanostele subsp. nana ist in Peru in der Region Ancash im Tal des Río Santa verbreitet.
Die Erstbeschreibung als Espostoa nana erfolgte 1964 durch Friedrich Ritter. Graham J. Charles stellte 2002 die Art als Unterart zur Art Espostoa melanostele. Ein weiteres nomenklatorisches Synonym ist Pseudoespostoa nana (F.Ritter) Backeb. (1966).

## Nachweise